# 共匪餅
共匪餅是一種臺灣嘉義市的小吃，分有鹹味和甜味兩種，一般以半煎半炸製成，類似韭菜盒子，據說源自中國大陸福建省永安。

## 名稱由來
共匪餅據傳是最早源自福建的一種點心，傳到台灣後被一名叫黃俊明的人改良後交給他從中國大陸來的舅媽去賣，來光顧買餅的客人則開玩笑說是「共匪在賣餅」，後來該小吃就被稱為共匪餅。

## 簡介
共匪餅分鹹甜兩種口味：鹹味共匪餅外觀似元寶，選用當季高麗菜、紅蘿蔔等新鮮蔬菜，加入冬粉，拌入老闆獨門豬肉餡，再包進一顆荷包蛋為內餡，扎實的餅皮經油煎後程酥脆口感；甜味共匪餅外觀稍圓，
內餡為花生加芝麻，外皮比鹹味共匪餅薄。

## 轶事
2020年9月22日，香港TVB节目J2播出的由台灣製作的電視節目《爱玩客之自游神》介绍嘉义的夜市及小吃文化和「共匪饼」，節目中主持人及字幕均多次提及“共匪饼”字眼，但沒有提及共產黨等相關內容，僅介紹製作方式和口味。該節目的相關內容引起網民討論，並諷刺立場亲中國大陸的TVB「开始造反」。TVB後來回應表示「共匪餅」的名稱帶侮辱性，為避免誤會而將該集節目從網路下架。有評論認為TVB的如此反應是為了避免觸犯最近通過的香港國安法。